# Distrito de Jaén
El distrito de Jaén es uno de los doce que conforman la provincia de Jaén, ubicada en el departamento de Cajamarca en el Norte del Perú.   
Desde el punto de vista jerárquico de la Iglesia católica forma parte del Vicariato Apostólico de San Francisco Javier, también conocido como Vicariato Apostólico de Jaén en el Perú.

## Historia
El distrito fue creado en los primeros años de la República, fue fundado por Diego Palomino. Se encontró una civilización llamada la Huaca de Montegrande fue construida hace 3000 años a. C.
Entre los siglos XIV y XV gobernaron estas tierras los Pakamuros, este nombre se debe a que Túpac Inca Yupanqui en la década de 1470 quería gobernarlos; pero solo pudieron anexar a su imperio la parte de sierra norte. Túpac Yupanqui, los llamó así porque en quechua las palabras Puca (rojo) y Muru ( Pintado) ya que estos se pintaban de rojo con ayuda del achiote.
Un 4 de junio de 1821 se independiza.
En sus primeros años, formaba  parte de Audencia de Quito, pero en lo religioso pertenecían al obispado de Trujillo desde 1616.
En 1855 formó parte del departamento de Trujillo , después de eso fue anexado al departamento de Cajamarca. Y desde el 30 de noviembre de 1862 conserva sus mismos distritos y ubicación.

## Capital
Su capital es la ciudad de Jaén de Bracamoros que se encuentra a 729 m s. n. m. Tiene 12 distritos: Sallique, Jaén, Chontalí, Pomahuaca, Pucará, Colasay, Las Pirias, Huabal, San Felipe, San José del Alto, Bellavista y Santa Rosa.

## Población
El distrito de Jaén cuenta con una población de 94 153 habitantes según el censo 2017.

## Atractivos Turísticos
Museo Regional Hermógenes Mejía Solf:  El museo expone una colección de bienes culturales arqueológicos de cerámica, material orgánico y lítico de las culturas de la región; así como fósiles procedentes del Alto Marañón. Posee una colección numismática, una muestra sobre medicina tradicional y bienes culturales etnográficos.

## Autoridades

### Municipales
- 2019 - 2022[2]
  - Alcalde: José Francisco Delgado Rivera, de Acción Popular.
  - Regidores:

  1. Luis Antonio Abad Arriaga (Acción Popular)
  2. Ever García Vera (Acción Popular)
  3. Segundo Primitivo Vaca Marquina (Acción Popular)
  4. Edita Liliana Guevara Amasifuén (Acción Popular)
  5. Wilder Pinedo Tapia (Acción Popular)
  6. Fernando Paul Soberón Paredes (Acción Popular)
  7. Carlos Steelman Villon Pérez (Acción Popular)
  8. Jairo Ananías Vargas Cruzado (Alianza para el Progreso)
  9. Edgar Hoyos Quiroz (Alianza para el Progreso)
  10. Tomas Eusebio Roncales Villalobos (Movimiento de Afirmación Social)
  11. Jorge Díaz Troyes (Podemos por el Progreso del Perú)

### Policiales
- Comisario:    PNP

## Festividades
- 31 de julio: San Ignacio De Loyola
- 14 de septiembre: Señor de Huamantanga ( fiesta muy importante)
- 4 de junio: Independencia de Jaén